# ورونا (کالیفرنیا)
ورونا (به انگلیسی: Verona) یک منطقهٔ مسکونی در ایالات متحده آمریکا است که در شهرستان آلامدا، کالیفرنیا واقع شده‌است. ورونا ۹۶ متر بالاتر از سطح دریا واقع شده‌است.